# Departamento de Damagaram Takaya
Damagaram Takaya es un departamento de Níger situado en la región de Zinder. En diciembre de 2012 presentaba una población censada de 241 169 habitantes. Su chef-lieu es Damagaram Takaya.
Se ubica en el centro-sur de la región.
Hasta la reforma territorial de 2011, el territorio de este departamento formaba parte del vecino departamento de Mirriah.

## Subdivisiones
Está formado por seis comunas rurales, que se muestran asimismo con población de diciembre de 2012:
- Albarkaram (17 619 habitantes)
- Damagaram Takaya (61 580 habitantes)
- Guidimouni (69 587 habitantes)
- Mazamni (22 183 habitantes)
- Moa (26 632 habitantes)
- Wamé (43 568 habitantes)